# Rosyjska okupacja obwodu sumskiego
Rosyjska okupacja obwodu sumskiego – okupacja wojskowa, która rozpoczęła się 24 lutego 2022 roku wraz z początkiem rosyjskiej inwazji na Ukrainę. Wojska rosyjskie zajęły znaczną część obwodu sumskiego, w tym Boromlę, Królewiec i Trościaniec. Stolica obwodowa, miasto Sumy, nigdy nie została zdobyta pomimo trwającego oblężenia miasta. W oblężeniu znalazł się także Konotop. Celem strategicznym Rosjan na kierunku czernihowsko-sumskim było opanowanie terenu w sposób pozwalający na dalszy przerzut sił w celu zajęcia Kijowa. Ze względu na niepowodzenia w operacji kijowskiej 6 kwietnia wojska rosyjskie opuściły obwód sumski, kończąc okupację.
W ciągu ponad miesiąca okupacji rosyjskiej w obwodzie sumskim zginęło ponad 120 cywilów. W czasie okupacji terytorium obwodu sumskiego było ostrzeliwane ciężką artylerią, amunicją kasetową i bombami próżniowymi. Uszkodzonych zostało wiele obiektów infrastruktury cywilnej i krytycznej. Pomimo wycofania wojsk okupacyjnych Siły Zbrojne Federacji Rosyjskiej kontynuują ataki moździerzowe, artyleryjskie, bombowe, dronowe i rakietowe, głównie przeciwko miejscowościom przygranicznym oraz miastu Sumy.

## Inwazja
Obwód sumski położony jest w północno-wschodniej części Ukrainy. Rankiem 24 lutego wojska rosyjskie wkroczyły na jego terytorium i rozpoczęły walki w Ochtyrce, Konotopie, oraz w pobliżu Sum i Głuchowa. Początkowo dowództwo rosyjskie nie planowało zajęcia i utrzymania obwodu sumskiego; terytorium to było ważne dla zapewnienia swobodnego tranzytu wojsk i sprzętu podczas ataku na Kijów. W inwazji brały udział oddziały Zachodniego Okręgu Wojskowego oraz elitarne jednostki 4 Gwardyjskiej Kantemirowskiej Dywizji Pancernej, 2 Gwardyjskiej Tamańskiej Dywizji Zmechanizowanej, a także 1 Pułk Pancernego Gwardii pod dowództwem Denisa Łapina, syna dowódcy Centralnego Okręgu Wojskowego Aleksandra Łapina. W ciągu pierwszych trzech dni wojny wojska rosyjskie przedostały się na głębokość 200 km, ale wkrótce zostały zatrzymane przez Siły Zbrojne Ukrainy.

### Trościaniec

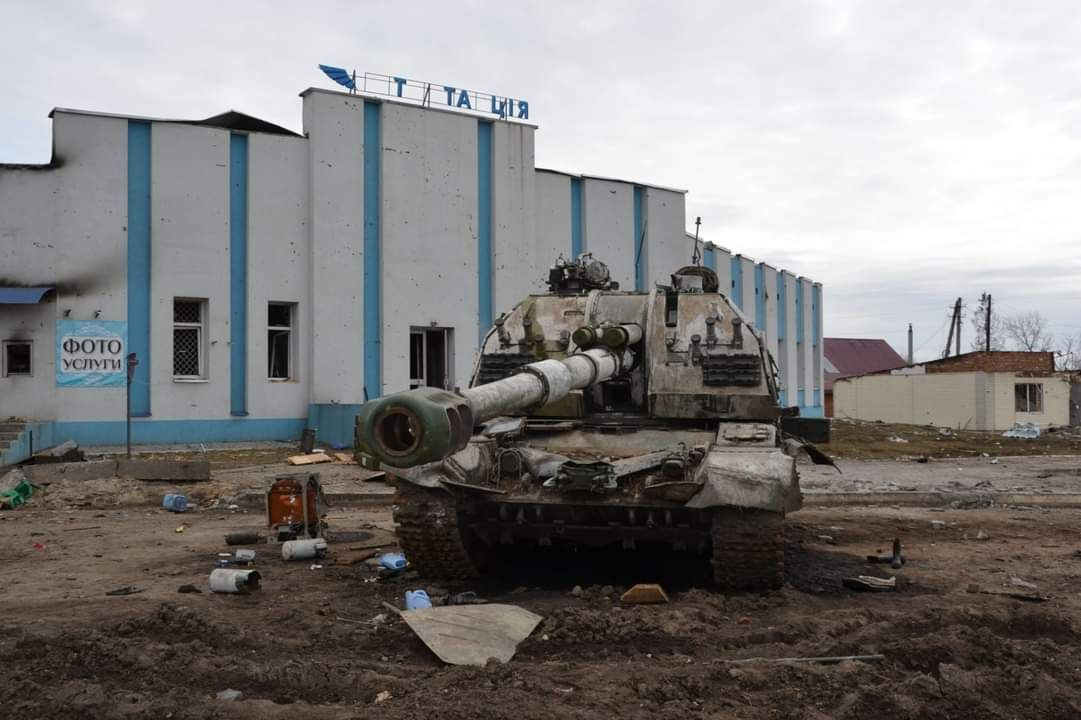
Trościaniec po wyzwoleniu, 29 marca 2022 roku

W pierwszych godzinach inwazji Rosjanie zaatakowali Trościaniec, jeden z głównych węzłów komunikacyjnych w regionie. W mieście nie było jednostek wojskowych, bronili go członkowie obrony terytorialnej Sił Zbrojnych Ukrainy, którym wkrótce zabrakło broni. Żołnierzom rosyjskim udało się zdobyć budynek agencji przemysłu leśnego, stację kolejową i fabrykę czekolady „Ukraina”. Drugiego dnia do miasta wkroczyła 4 Gwardyjska Kantemirowska Dywizja Pancerna. Armia rosyjska planowała wykorzystać Trościaniec jako punkt tranzytowy do wsparcia ataku na Kijów. Jednak po niepowodzeniu realizacji operacji kijowskiej w ciągu pierwszych dni, w mieście rozmieszczono około 800 żołnierzy rosyjskich, którzy utworzyli kilkanaście punktów kontrolnych, dzielących Trościaniec na siatkę izolowanych dzielnic. Do 1 marca miasto zostało całkowicie opanowane. Administracja okupacyjna zajęła budynek miejscowej rady miejskiej.

### Sumy

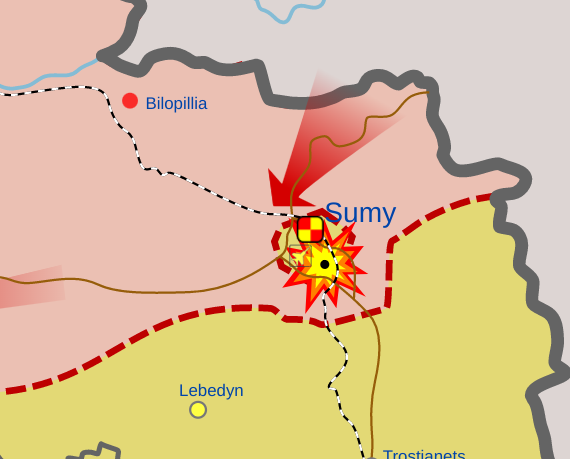
Schemat rosyjskiego ataku na Sumy

Jednocześnie wojska rosyjskie podejmowały próby zajęcia Sum, aby zapewnić tranzyt sprzętu w kierunku Kijowa. Przedmieścia miasta wieczorem 24 lutego znalazły się pod kontrolą wojsk rosyjskich, jednak nie udało się im całkowicie zdobyć Sum. Obronę miasta zapewnili żołnierze Sił Zbrojnych Ukrainy oraz członkowie obrony terytorialnej. Aby wyczerpać obrońców, żołnierze rosyjscy rozpoczęli ostrzał miasta artylerią. W czasie oblężenia Sum w mieście znajdowało się około 500 studentów zagranicznych, pochodzących z Angoli, Etiopii, Ghany, Indii, Irlandii, Libanu, Nigerii, Rwandy, Tanzanii i Turcji.

### Ochtyrka
24 lutego Ochtyrka stała się pierwszą dużą miejscowością na Ukrainie, do której rosyjscy żołnierze wjechali z wykorzystaniem pojazdów pancernych. Już pierwszego dnia część wojsk rosyjskich zdołała przejechać przez miejscowość w drodze do Kijowa. Kolejna kolumna została jednak zniszczona przez żołnierzy Sił Zbrojnych Ukrainy i obrony terytorialnej. W rezultacie armia rosyjska nie była w stanie zdobyć miasta i zaczęła stosować taktykę zmasowanego ostrzału. Według mera miasta 26 lutego na Ochtyrkę zrzucono trzy bomby próżniowe, niszcząc budynki na terenie jednostki wojskowej, w których zginęło co najmniej 70 osób. W kolejnych dniach armia rosyjska codziennie bombardowała miasto artylerią rakietową i przeprowadzała naloty lotnicze. W nocy 8 marca doszło do zbombardowania centrum Ochtyrki. Miasto nie zostało jednak nigdy zajęte. 24 marca prezydent Ukrainy Wołodymyr Zełenski podpisał dekret nadający Ochtyrce tytuł miasta-bohatera Ukrainy.

### Konotop

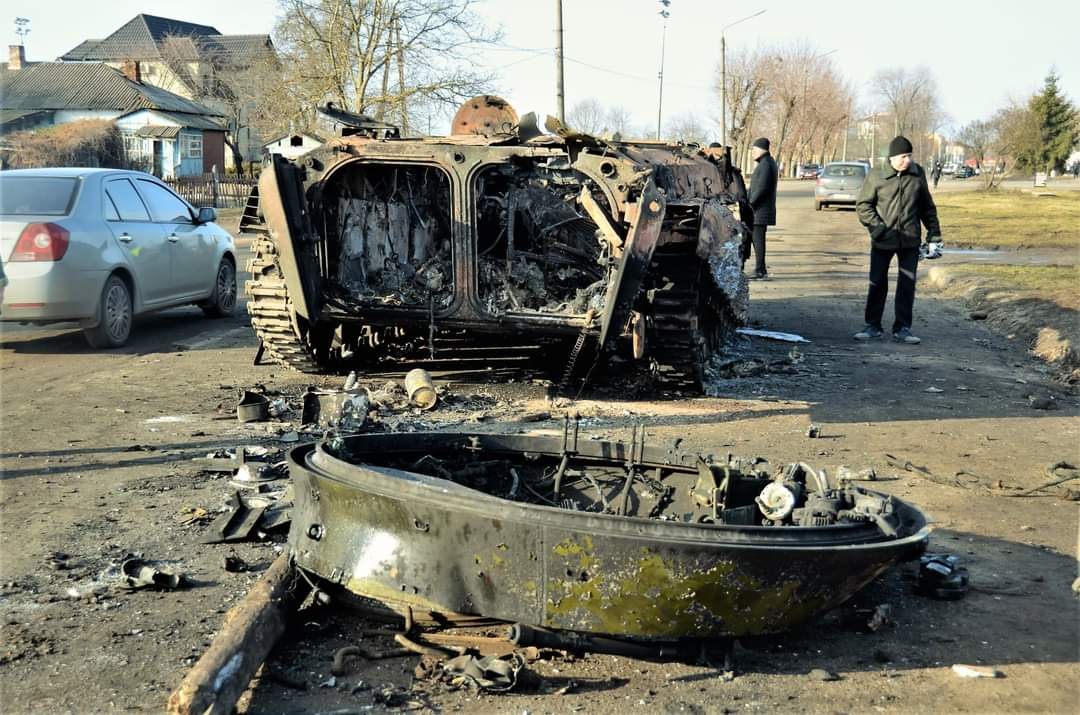
Rosyjski sprzęt wojskowy zniszczony w czasie pierwszych dni walk o Konotop

Armia rosyjska próbowała zająć Konotop już pierwszego dnia inwazji. W miarę zbliżania się do miasta toczyły się krótkie walki, podczas których zniszczono wiele rosyjskiego sprzętu. Głównym celem armii rosyjskiej była droga międzynarodowa M02, skąd otwierała się droga do Kijowa, dlatego też kolumny rosyjskiego sprzętu ominęły miasto wzdłuż jego obrzeży, zajmując jednak sąsiednie wsie (m.in. Sachny).
2 marca mer miasta Artem Semenichin, weteran wojny w Donbasie, odbył spotkanie z mieszkańcami w pobliżu gmachu administracji miejskiej. Podczas zebrania ogłosił otrzymane ostrzeżenie od wojsk rosyjskich o ostrzelaniu miasta w przypadku oporu podczas jego zdobywania. Następnie Semenichin zapytał mieszkańców, czy są gotowi stawić opór, czy też wolą się poddać, na co większość zgromadzonych wyraziła gotowość do walki z wojskami rosyjskimi. Tego samego dnia władze miasta przeprowadziły 12-minutowe negocjacje z przedstawicielami armii rosyjskiej i osiągnęły porozumienie w sprawie poddania miasta pod warunkiem, że wojska rosyjskie nie zmienią władz miasta, nie wprowadzą wojsk, nie utrudnią funkcjonowania transportu miejskiego ani nie usuną ukraińskiej flagi. W zamian władze miasta zgodziły się, że mieszkańcy nie będą atakować sił okupacyjnych. 15 marca strona ukraińska i rosyjska zgodziły się na otwarcie korytarza humanitarnego dla ewakuacji mieszkańców Konotopa.

### Porażka rosyjska
Niepowodzenia na kierunku kijowskim spowodowały, że wojska rosyjskie zmuszone zostały do przerwania ofensywy i przejścia na taktykę ostrzału artyleryjskiego ukraińskich pozycji obronnych. W połowie marca Siły Zbrojne Ukrainy rozpoczęły udaną kontrofensywę i przejęły kontrolę nad szeregiem terenów, w tym pojedynczymi miejscowościami w obwodzie sumskim.
Pod koniec marca wojska rosyjskie zdecydowały się zmienić ustalone cele strategiczne i porzuciły próby zajęcia Kijowa, aby skoncentrować siły w kierunku Donbasu i zastosować taktykę wojny na wyczerpanie. Wkrótce Rosjanie zaczęli masowo opuszczać obwód sumski. 25 marca armia rosyjska wycofała się z Trościańca. Naoczni świadkowie relacjonowali, że z miasta wyjechały ciężarówki ze zrabowanymi przedmiotami oraz skradzionymi pojazdami oznaczonymi literą Z. 8 kwietnia szef sumskiej administracji obwodowej Dmytro Żywycki, ogłosił całkowite wyzwolenie regionu. Niedługo potem Siły Zbrojne Ukrainy przywróciły pod pełną kontrolę obszar granicy z Rosją.
Niepowodzenia w obwodzie sumskim nie pozwoliły armii rosyjskiej wysłać posiłków w celu zajęcia Kijowa. Według doradcy szefa gabinetu Prezydenta Ukrainy Ołeksija Arestowycza: „Czernihów i Sumy faktycznie uratowały Ukrainę przed pocięciem na kawałki”.

## Okupacja
Na skutek okupacji najbardziej ucierpieli mieszkańcy Trościańca, gdzie występowały problemy z zaopatrzeniem w żywność i trwały ciągłe ostrzały. Przez pierwsze 8-10 dni po zdobyciu miasta żołnierze rosyjscy w dalszym ciągu zezwalali na dostarczanie żywności do miasta. Później wjazd do miasta został całkowicie zamknięty, a w sklepach zaczęło brakować żywności. Sytuację żywnościową pogorszyły grabieże dokonywane przez żołnierzy rosyjskich, którzy ze względu na problemy logistyczne zmuszeni byli zdobywać żywność na własną rękę. Mieszkańcy próbowali kupić żywność w sąsiednich wsiach Łudża, Pysariwka i Sołdatśke, jednak w związku z toczącymi się wokół miasta walkami groziło to dostaniem się pod ostrzał. Aby przetrwać, ludzie starali się wzajemnie sobie pomagać. Na okupowanych terytoriach występowały także problemy z zaopatrzeniem w energię elektryczną i wodę, a w wyniku przebicia gazociągu po ostrzale wiele rejonów Trościańca zostało pozbawionych gazu. Komunikacja w całym mieście została zakłócona. W niektórych miejscowościach, jak w okupowanej wsi Boromla, ludność korzystała z domowych przetworów i ogródków warzywnych. W częściowo oblężonych Sumach nie doszło do większego kryzysu żywnościowego, gdyż do miasta dotarła pomoc humanitarna.
Mieszkańcy terytoriów okupowanych zgłaszali brak odpowiedniej opieki medycznej. Według miejscowych lekarzy, wojsko rosyjskie zabrało z Trościańca wszystkie karetki pogotowia i zabroniło im wyjeżdżać na wezwania nawet do ciężko chorych. W tym samym czasie szpital miejski został znacznie uszkodzony przez ostrzał, a przed wycofaniem się wojsk rosyjskich został przez nie zaminowany. W wyniku zaciętych walk 21 marca w zakładach chemicznych Sumychimprom doszło do wycieku amoniaku, który jednak nie stworzył zagrożenia dla życia mieszkańców, ani dla środowiska naturalnego.
W połowie marca bojownicy z tzw. Donieckiej i Ługańskiej Republiki Ludowej zostali przeniesieni z kierunku południowo-wschodniego do Trościańca. Wówczas traktowanie okolicznych mieszkańców uległo pogorszeniu. Dochodziło do licznych przypadków stosowania tortur i uprowadzeń okolicznych mieszkańców przez rosyjskich żołnierzy. Według szefa administracji obwodowej Dmytra Żywyckiego, w kwietniu 2022 roku 150 porwanych mieszkańców obwodu sumskiego znajdowało się w Rosji.
Po wyzwoleniu życie w miastach zaczęło się poprawiać – dostarczano pomoc humanitarną i lekarstwa. Częściowo przywrócono dostawy wody, prądu i gazu. W przypadku braku prądu operatorzy komórkowi zasilali swoje wieże generatorami benzynowymi lub dieslowymi. Niedługo po wyzwoleniu Trościańca podłączono tam satelitarny system Internetu Starlink.

### Ofiary
Według stanu na 16 kwietnia 2022 roku liczba zarejestrowanych ofiar cywilnych wynosiła 120 osób. Ciała części z nich nosiły ślady tortur, miały związane ręce i nogi. Wśród zabitych był wielokrotny młodzieżowy mistrz Ukrainy w sambo, 15-letni Artem Pryjmenko, a także kilkoro innych dzieci. Duże straty odnotowano wśród ukraińskiego wojska; ponad 70 osób zginęło w jednostce wojskowej w Ochtyrce, gdzie zrzucono bomby lotnicze.
Według danych na czerwiec 2023 roku w czasie rosyjskiej inwazji na Ukrainę w obwodzie sumskim zginęło dziewięcioro dzieci, w tym ośmioro w czasie okupacji.

### Zbrodnie wojenne
W maju 2022 roku rosyjski żołnierz Wadim Szyszymarin został skazany przez ukraiński sąd za zabójstwo cywila w obwodzie sumskim. Stał się też pierwszym rosyjskim wojskowym, który stanął przed sądem za morderstwo cywila w czasie wojny na Ukrainie. Według prokuratury Szyszymarin i czterech innych rosyjskich żołnierzy skonfiskowało samochód jednego z cywilów, aby pojechać nim w stronę granicy z Rosją, po tym jak ukraińskie wojsko rozbiło ich konwój. Po drodze zobaczyli rozmawiającego przez telefon cywila nazwiskiem Szelipow. Wojskowy o nazwisku Kufakow nakazał Szyszymarinowi zabić mężczyznę, aby ten nie poinformował ukraińskich żołnierzy o ich położeniu. Niedługo potem Szyszymarin poddał się stronie ukraińskiej, gdzie został umieszczony w areszcie.
25 lutego przedszkole w Ochtyrce zostało ostrzelane bombami kasetowymi, w wyniku czego zginęli cywile. Amnesty International potwierdziła, że rakieta z systemu BM-27 Uragan zrzuciła amunicję kasetową na żłobek i przedszkole „Soneczko”, gdzie miejscowi mieszkańcy schronili się przed walkami. Według organizacji taki ostrzał można uznać za zbrodnię wojenną.
We wrześniu 2022 roku Niezależna Międzynarodowa Komisja Śledcza ds. Ukrainy stwierdziła, że w obwodzie sumskim popełniono szereg zbrodni wojennych i przestępstw związanych z naruszeniem praw człowieka, rozpoczynając dochodzenie w tej sprawie.

### Zniszczenia

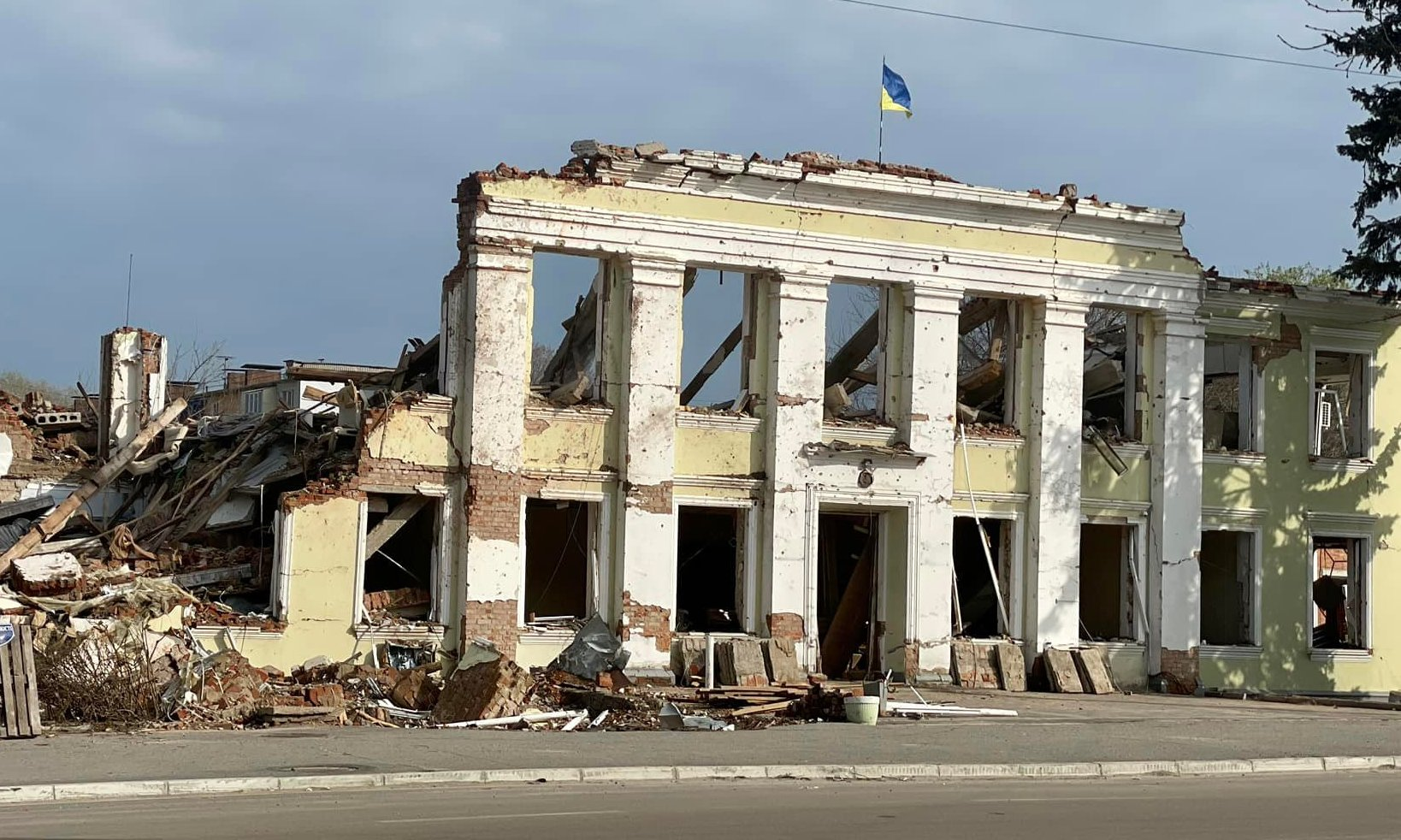
Ruiny ochtyrskiej rady miejskiej zniszczonej w ataku rakietowym w nocy z 7 na 8 marca 2022 roku

Rosyjska inwazja spowodowała rozległe zniszczenia infrastruktury cywilnej i krytycznej w obwodzie sumskim. Na terenie całego regionu odnotowano liczne zniszczenia budynków mieszkalnych. Najbardziej ucierpiały Trościaniec, Boromla, Ochtyrka, Krasnopole i sąsiadujące z nimi wioski. Najpoważniejsze zniszczenia powstały w wyniku bombardowań lotniczych. Bomby zrzucone na Ochtyrkę uszkodziły liczne wielopiętrowe budynki, czyniąc je niezdatnymi do zamieszkania. Na początku marca wojska rosyjskie zniszczyły ochtyrską elektrociepłownię. Uszkodzone zostały linie energetyczne, gazociąg, wieża ciśnień i transformatory. W czasie trwających walk wielu mieszkańców opuściło terytorium obwodu sumskiego. Do połowy kwietnia z Ochtyrki wyjechała połowa ludności miasta.
W sierpniu 2022 roku minister spraw wewnętrznych Ukrainy Denys Monastyrski poinformował, że obwód sumski pozostaje najbardziej zaminowanym spośród wyzwolonych obwodów Ukrainy. Według przedstawiciela ukraińskiego rządu ponad 47% terytorium pozostawało zagrożone minami.
Według wstępnych szacunków z kwietnia 2022 roku szkody wyrządzone przez wojska rosyjskie w obwodzie sumskim wynosiły ponad 10 miliardów hrywien.
Jednocześnie nie określono skali zniszczeń dla środowiska naturalnego w obwodzie sumskim, jednak podano informacje o poszczególnych obszarach, które ucierpiały w wyniku rosyjskiej agresji. W wyniku ostrzału w dniu 31 lipca 2022 roku obrzeży wsi Stara Huta zniszczono 203 sosny i brzozy znajdujące się w Desniańsko-Starohuckim Parku Narodowym. Szkody wyceniono na 6,12 mln hrywien.
W wyniku rosyjskiej agresji straty poniosło także Przedsiębiorstwo Leśne Trościaniec. Obiekty należące do niego zostały spalone, sprzęt splądrowany, a podlegające mu obszary leśne zaminowane. Uszkodzonych zostało 117 jednostek majątku ruchomego i nieruchomego o wartości ponad 22 mln hrywien oraz zniszczono 1816 jednostek majątku o wartości ponad 10,87 mln hrywien. W październiku 2022 roku inspektorzy ochrony środowiska określili szkody spowodowane zniszczeniem mostu drogowego na rzece Pseł na prawie 140 mln hrywien.
W wyniku rosyjskiej agresji w obwodzie sumskim uszkodzono lub zniszczono wiele obiektów kultury, między innymi:
- muzeum historii lokalnej, Dom Kultury (dawny dom ludowy) i budynek rady miejskiej w Ochtyrce
- budynek główny majątku Leopolda Koeniga i mieszczące się w nim muzeum, dom zarządcy majątku Königa (obecnie leśna stacja badawcza), lokomotywownię „Smorodino” zbudowaną w 1877 roku, magazyn kupca Fedora Kuryła z 1908 roku, a także pomnik ku czci 183. Brygady Pancernej w Trościańcu
- masową mogiłę żołnierzy radzieckich i pomnik w miejscowości Wełyka Pysariwka, a także masową mogiłę żołnierzy radzieckich we wsi Bytyca
- bibliotekę we wsi Sołdatśke

## Galeria

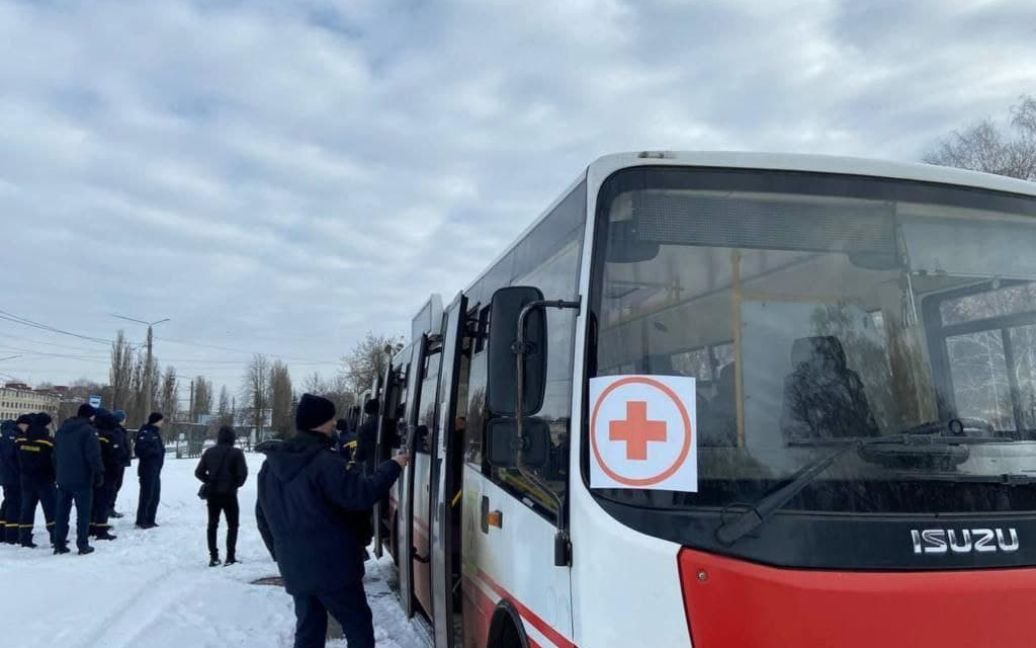
Ewakuacja mieszkańców Sum, 8 marca 2022 roku
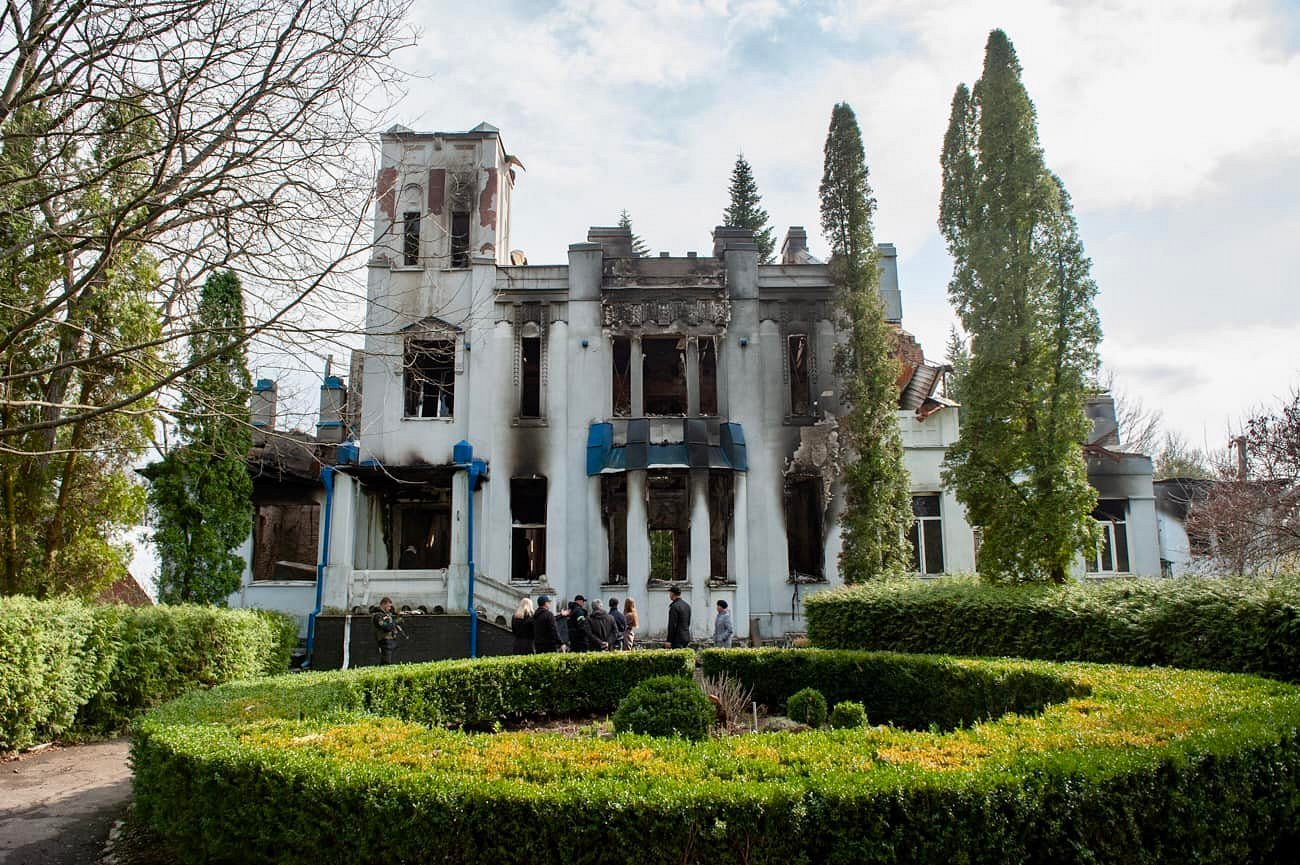
Zabytkowy budynek główny majątku Leopolda Koeniga z 1911 roku uszkodzony w rosyjskim ataku
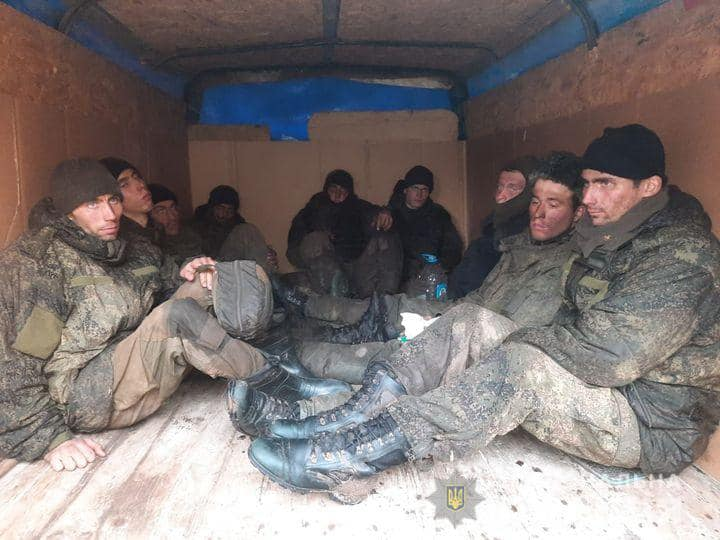
Rosyjscy jeńcy wzięci do niewoli w czasie bitwy o Sumy, 11 marca 2022 roku
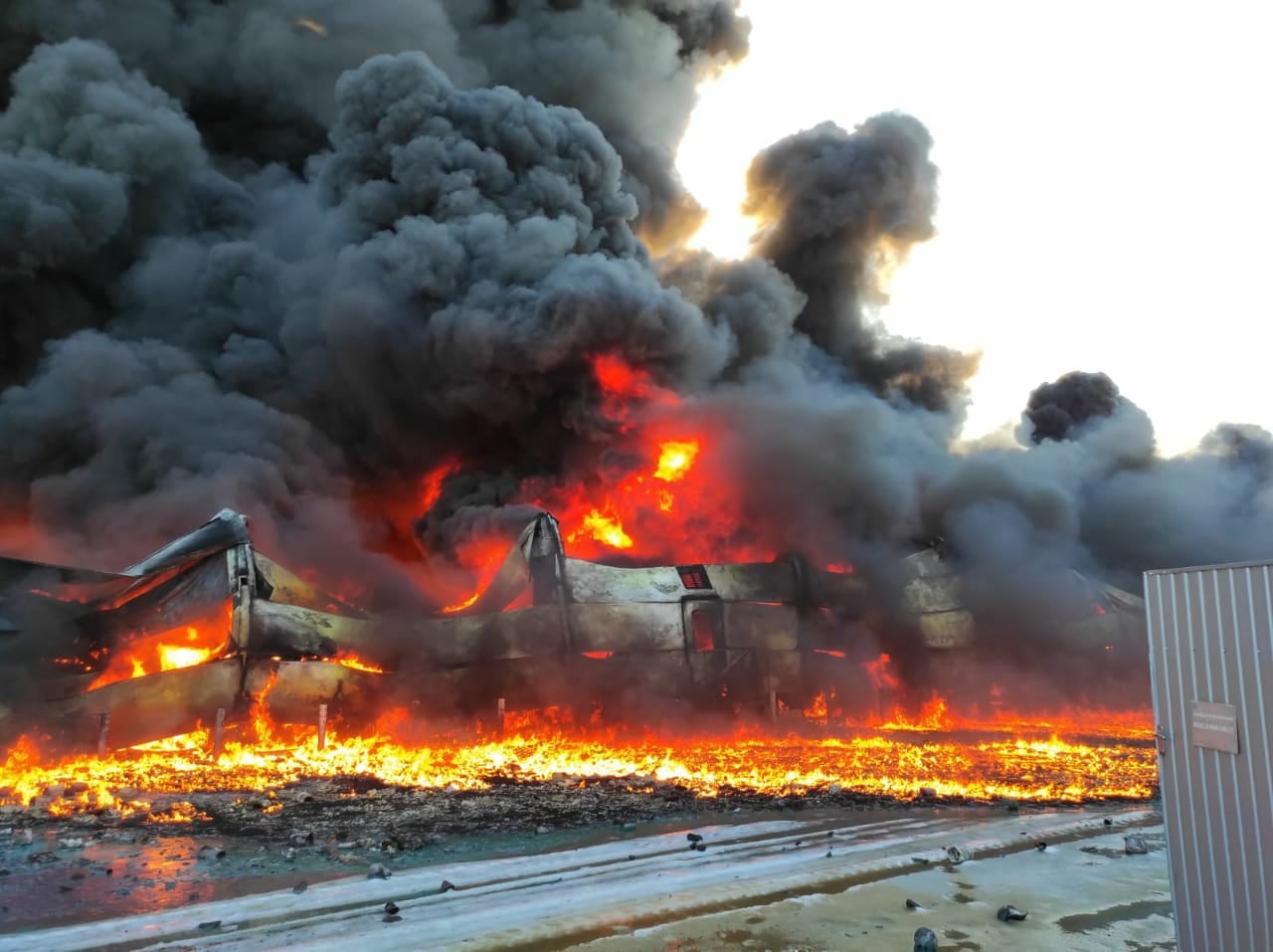
Pożar magazynu w czasie bitwy o Sumy, 18 marca 2022 roku
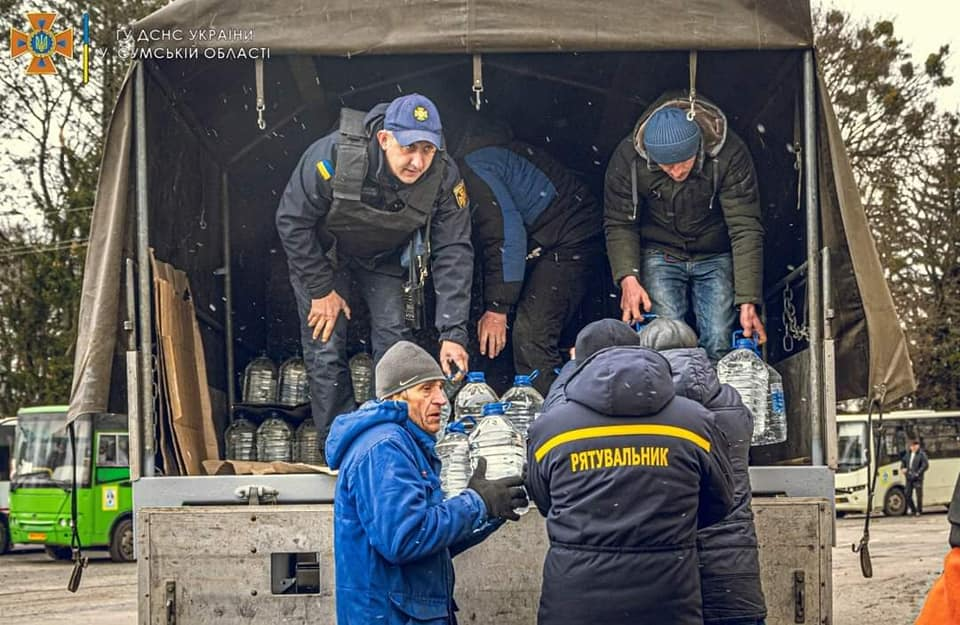
Pomoc humanitarna dostarczana mieszkańcom wyzwolonego Trościańca przez pracowników Państwowej Służby Ukrainy ds. Sytuacji Nadzwyczajnych
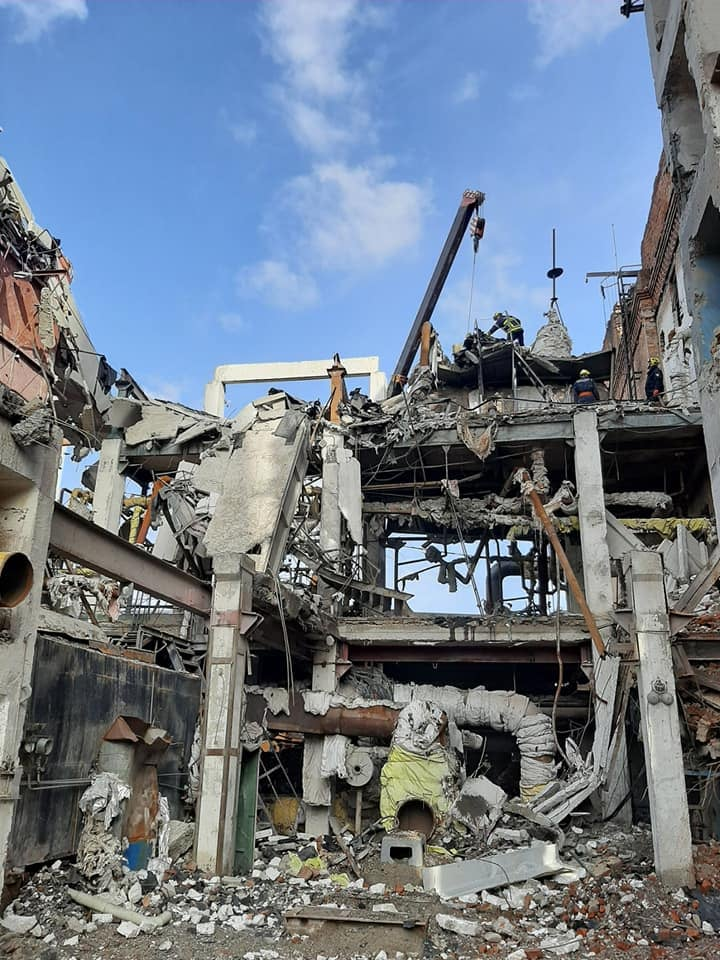
Ruiny ochtyrskiej elektrociepłowni
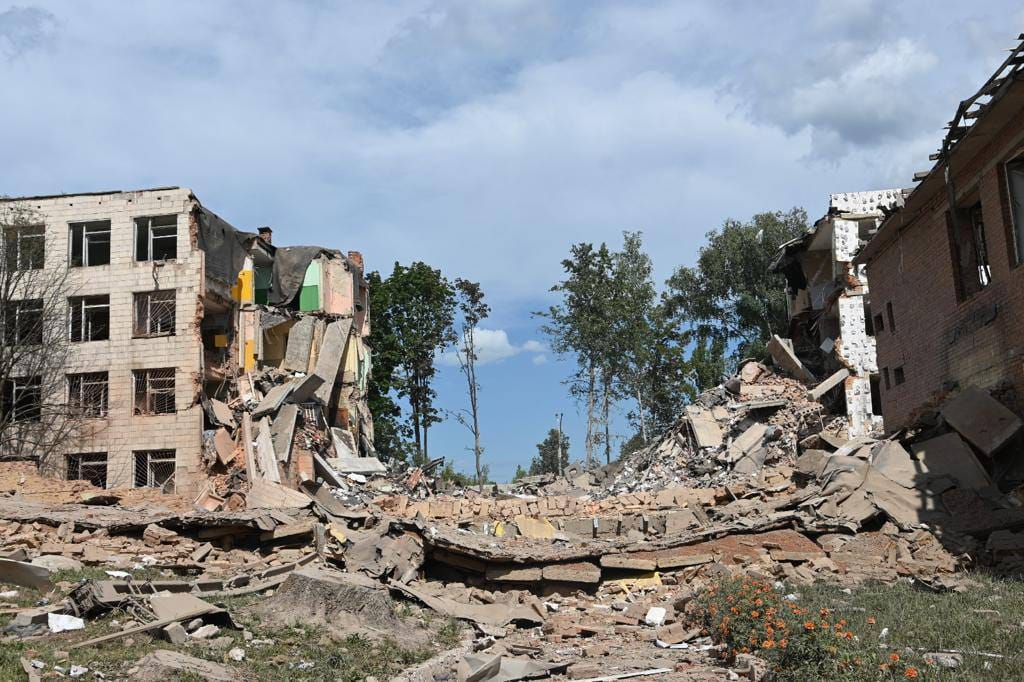
Szkoła w Sumach ostrzelana przez wojska rosyjskie 29 lipca 2023 roku. W ataku zginęły 2 osoby, a 20 zostało rannych
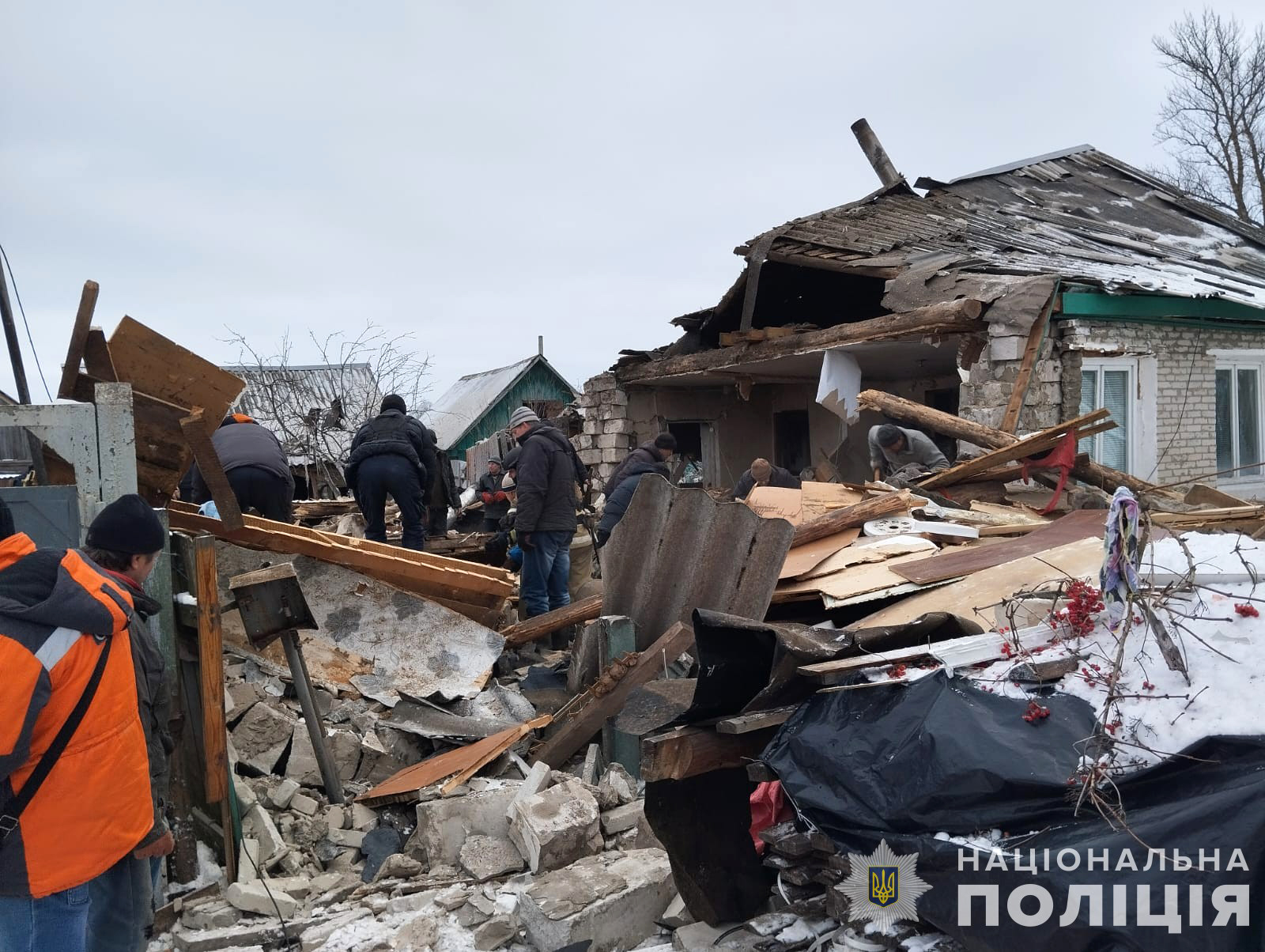
Seredyna-Buda po rosyjskim ostrzale z 28 listopada 2023 roku, w którym zginęły 3 osoby

## Po wyzwoleniu

### Kontynuacja ostrzałów

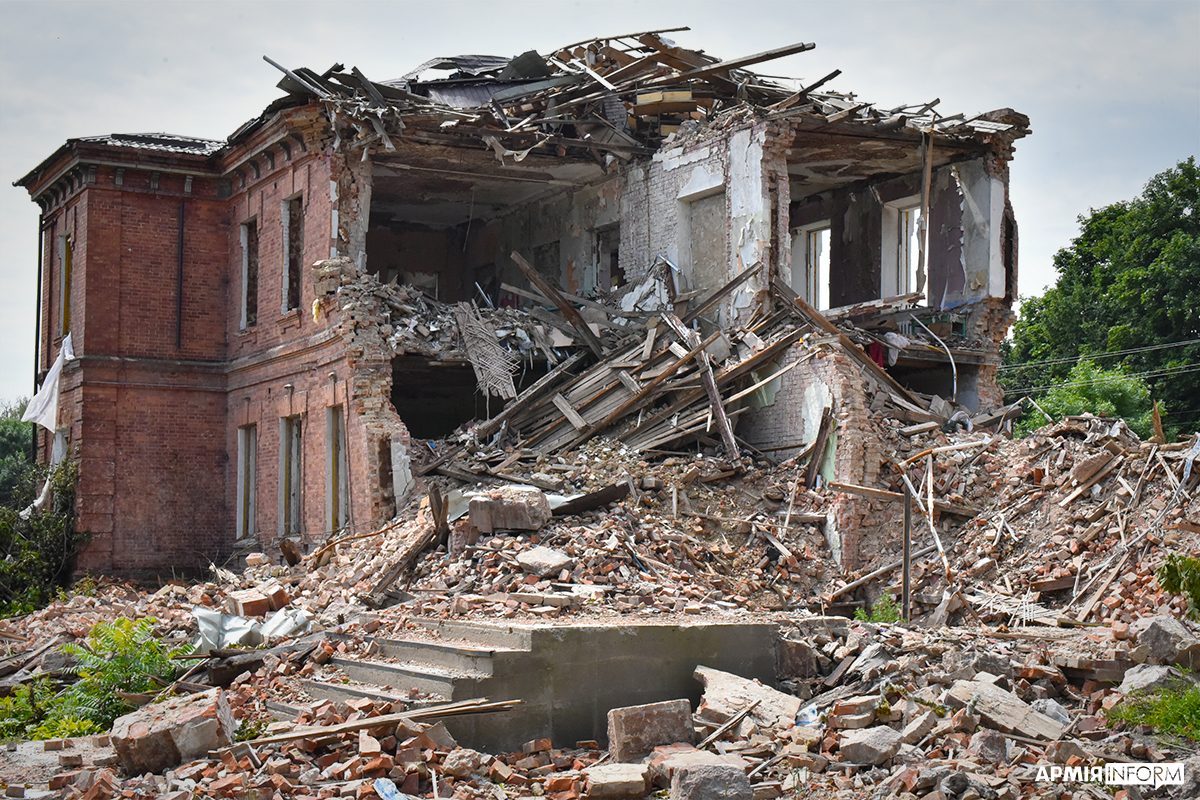
Gimnazjum nr 4 w Białopolu zniszczone w ataku z 24 marca 2023 roku

Pomimo wycofania wojsk armia rosyjska kontynuuje ataki powietrzne na infrastrukturę cywilną i wojskową w obwodzie sumskim. W maju podjęto próbę przebicia się przez umocnienia graniczne. Żołnierze rosyjscy moździerzami, granatnikami i karabinami maszynowymi próbowali osłaniać przejście dywersantów na stronę ukraińską. Pomiędzy nimi a Siłami Zbrojnymi Ukrainy doszło do starcia, w którym zginął ukraiński strażnik graniczny Ołeksandr Popowczenko. W czerwcu okazało się, że wojska rosyjskie wzmacniają linię graniczną w obwodzie sumskim, a w nocy 7 czerwca wojska rosyjskie ostrzelały miasto Seredyna-Buda.
Od lipca do listopada 2022 roku doszło do kilku tysięcy ataków w obwodzie sumskim. Wojsko rosyjskie wykorzystało do tego pociski moździerzowe, artyleryjskie, rakietowe, miny, bomby lotnicze oraz amunicję zapalającą. 24 maja 2023 roku Rosjanie zbombardowali przedszkole w hromadzie junakiwskiej. 12 marca 2024 roku w ataku na obiekty cywilne w Wełykej Pysariwce ranne zostały trzy osoby.

### Odbudowa
W pierwszych dniach po wyzwoleniu przedsiębiorstwa przemysłowe pracowały na poziomie 20% przedwojennych mocy produkcyjnych. W kwietniu z funduszu rezerwowego Ukrainy przeznaczono 250 mln hrywien na usuwanie skutków działań wojennych i odbudowę infrastruktury. Środki te zostały przeznaczone na remonty sieci i instalacji komunalnych, w szczególności zaopatrzenia w ciepło, gaz, wodę i energię elektryczną, a także na naprawę dachów budynków, wymianę okien i drzwi w uszkodzonych budynkach mieszkalnych. W lipcu uzgodniono rządowy projekt odbudowy infrastruktury zniszczonej podczas inwazji. Na odbudowę ochtyrskiej elektrociepłowni przeznaczono 86,5 mln hrywien.
Pod koniec listopada 2022 roku Tarnów przekazał merowi Trościańca Jurijowi Bowie agregat prądotwórczy. Władze powiatu jasielskiego wraz ze Szpitalem Specjalistycznym w Jaśle podarowały miastu karetkę pogotowia. W listopadzie 2023 roku Polskie Centrum Pomocy Międzynarodowej za pomocą finansowania ze strony rządu Republiki Chińskiej (Tajwanu) przekazało Trościeńcowi pięć autobusów, ambulanse, koparkę, szambiarkę oraz śmieciarkę w celu usprawnienia usług publicznych w mieście wyzwolonym spod rosyjskiej okupacji.

### Operacja kurska
W marcu 2025 rosyjskie wojska, chcąc odciąć okupujących część obwodu kurskiego Ukraińców od zaopatrzenia, zaczęły napierać na obwód sumski.